# Cantón de Bar-le-Duc-Sur
El cantón de Bar-le-Duc-Sur era una división administrativa francesa, que estaba situada en el departamento de Mosa y la región de Lorena.

## Composición
El cantón estaba formado por cuatro comunas, más una fracción de la comuna que le daba su nombre:
- Bar-le-Duc (fracción)
- Combles-en-Barrois
- Robert-Espagne
- Savonnières-devant-Bar
- Trémont-sur-Saulx

## Supresión del cantón de Bar-le-Duc-Sur
En aplicación del Decreto nº 2014-166 de 17 de febrero de 2014, el cantón de Bar-le-Duc-Sur fue suprimido el 22 de marzo de 2015 y sus 5 comunas pasaron a formar parte; tres del nuevo cantón de Bar-le-Duc-1, una del nuevo cantón de Revigny-sur-Ornain y la fracción de la comuna que le daba su nombre se unió con la otra fracción para que, por medio de una reestructuración cantonal, fueran creados los nuevos cantones de Bar-le-Duc-1 y Bar-le-Duc-2.